# Ludwig Sieger
Ludwig Sieger (Zülpich, 27. rujna 1857. – Burg Gladbach, 16. listopada 1952.) je bio njemački general i vojni zapovjednik. Tijekom Prvog svjetskog rata zapovijedao je 16. pričuvnom pješačkom divizijom i XVIII. pričuvnim korpusom na Zapadnom i Istočnom bojištu.

## Vojna karijera
Ludwig Sieger je rođen 27. rujna 1857. u Zülpichu. Rođen je kao osmo od devetoro djece u obitelji poduzetnika Heinricha Siegera. Nakon što je završio dva semestra Tehničkog sveučilišta u Charlottenburgu, u kolovozu 1878. stupa u prusku vojsku služeći u 1. westfalijskoj pukovniji poljskog topništva. Od listopada 1880. pohađa Školu za topništvo i inženjeriju koju završava u rujnu 1882. godine. Potom se vraća na službu u 1. westfalijsku pukovniju poljskog topništva gdje od 1883. obnaša dužnost pobočnika u 2. bojni. Od listopada 1886. pobočnik je u Topničkoj dalekometnoj školi u Hannoveru, nakon čega je premješten na službu u 2. inspektorat poljskog topništva u Kölnu. U prosincu 1887. unaprijeđen u čin poručnika, dok čin satnika dostiže u siječnju 1892. godine. Potom zapovijeda satnijom u pukovniji poljskog topništva "Generalfeldmarschall Graf Waldersee", nakon čega je 1894. imenovan pobočnikom u Glavnom inspektoratu poljskog topništva u Berlinu. Godine 1896. premješten je na službu u ministarstvo rata tijekom koje službe je u ožujku 1898. promaknut u čin bojnika. Potom se vraća na službu u 1. westfalijsku pukovniju poljskog topništva gdje zapovijeda odjelom. 
Godine 1905. u siječnju unaprijeđen je u čin potpukovnika, da bi u prosincu te iste godine postao zapovjednikom 3. pukovnije poljskog topništva "von Hötzendorf". Iduće, 1906. godine, ponovno je premješten i to ponovno u ministarstvo rata gdje je načelnik odsjeka. U travnju 1907. promaknut je u čin pukovnika, da bi u travnju 1910. bio imenovan predsjednikom Odbora za ispitivanje topništva koje tijelo je bilo odgovorno za razvoj njemačkog dalekometnog topništva. U travnju 1911. unaprijeđen je u čin general bojnika, dok je u čin general poručnika promaknut u veljači 1914. godine.

## Prvi svjetski rat
Nakon mobilizacije, Sieger je imenovan u Glavnom stožeru načelnikom odjela za municiju. Navedenu dužnost obnaša do lipnja 1916. kada je imenovan zapovjednikom 16. pričuvne divizije. Navedena divizija nalazila se na Zapadnom bojištu, te zapovijedajući istom Sieger sudjeluje u Bitci na Sommi. Nakon što je u predmetnoj bitci divizija pretrpjela velike gubitke, premještena je u sastav 7. armije, te u sastavu iste u travnju 1917. sudjeluje u Drugoj bitci na Aisnei u sklopu zaustavljanja Nivelleove ofenzive. U srpnju 1917. Sieger je s divizijom premješten na Istočno bojište gdje divizija drži položaje u Bukovini.
Nakon što je tijekom Bitke kod Marasestija poginuo zapovjednik XVIII. pričuvnog korpusa Karl von Wenninger, Sieger u rujnu 1917. preuzima zapovjedništvo nad navedenim korpusom. U prosincu 1917. korpus je premješten na Zapadno bojište u sastav 4. armije kojom je zapovijedao Friedrich Sixt von Arnim. U sastavu navedene armije, Sieger u travnju 1918. zapovijedajući XVIII. pričuvnim korpusom sudjeluje u Trećoj bitci u Flandriji gdje se posebice ističe u borbama oko Kemmela za što je 27. travnja 1918. odlikovan ordenom Pour le Mérite. Početkom srpnja 1918. XVIII. pričuvni korpus prelazi u sastav 18. armije gdje sudjeluje u borbama na Hindenburgovoj liniji.

## Poslije rata
Nakon završetka rata Sieger zapovijeda povratkom svog korpusa natrag u Njemačku i njegovim raspuštanjem u prosincu 1918. godine. Idućeg mjeseca ponovno preuzima mjesto predsjednika Odbora za ispitivanje topništva, ali je ubrzo premješten u pričuvu. U rujnu 1919. promaknut je u počasni čin generala topništva.
Preminuo je 16. listopada 1952. godine u 96. godini života u Burg Gladbachu. Od lipnja 1884. bio je oženjen s Annom Wachendorff s kojom je imao troje djece. 

## Vanjske poveznice
(eng.) Ludwig Sieger na stranici Prussianmachine.com

(njem.) Ludwig Sieger na stranici Deutschland14-18.de  Arhivirana inačica izvorne stranice od 20. lipnja 2016. (Wayback Machine)